# Het zieke kind
Het zieke kind is een schilderij van de Nederlandse kunstschilder Gabriël Metsu uit 1665 of iets eerder, 32,2 x 27,2 centimeter groot. Het werk bevindt zich sinds 1928 in de collectie van het Rijksmuseum te Amsterdam, aangekocht met steun van de Vereniging Rembrandt.

## Invloeden
Metsu liet zo'n 150 schilderijen na in uiteenlopende genres en stijlen. In verschillende periodes van zijn loopbaan liet hij zich telkens door andere kunstenaars inspireren. Tijdens zijn leerjaren te Leiden was hij in de leer bij Gerard Dou en vervolgens werkte hij samen met Jan Steen, Frans van Mieris de Oude en David Bailly; later verhuisde hij naar Amsterdam, waar hij onder invloed kwam van Gerard ter Borch en Pieter Codde; aan het einde van zijn leven, toen hij Het zieke kind schilderde, vertoont zijn werk overeenkomst met dat van Pieter de Hooch en vooral Johannes Vermeer, met name in het gebruik van helder licht, zwakke schaduwen en frisse, egale kleurpartijen. Ook de keuze om het aantal figuren te beperken en rust en concentratie die hij daaraan koppelt, doen nadrukkelijk denken aan Vermeer. Anderzijds is de techniek die Metsu in Het zieke kind gebruikt minder verfijnd dan die van Vermeer en bijvoorbeeld ook zijn leermeester Dou. De verf, met name in de weergave van moeder en kind, is relatief nat en dikker opgebracht, in grovere penseelstreken ook. Het onderstreept doorheen alle invloeden de eigenheid die de kunstenaar zeker moet worden toegeschreven.

## Afbeelding
In 1663 woedt de pest in Amsterdam. Een op de tien Amsterdammers komt te overlijden. Het is in deze tijd dat Metsu Het zieke kind schilderde: een zorgelijk en tragisch tafereel, dat wel doet denken aan een piëta: Maria met het dode lichaam van Jezus op haar schoot. Het kind, waarschijnlijk een meisje, ligt lusteloos en mat in achterover in haar moeders armen. Droevig en afwezig kijkt ze langs de kijker af in het niets. De moeder buigt zich zorgzaam over haar heen. Op het tafeltje linksonder staat een brijpot met een lepel, waarvan het kind blijkbaar niet wil eten. Rechts op de stoel ligt een ondermuts en hangt wat kleding. Aan de muur hangen een omgekeerde landkaart aan ebbenhouten stok en een schilderij met Christus aan het kruis, hetgeen herinnert aan het lijden in de wereld. Metsu heeft in elk geval om hem moverende redenen gemeend het leed van een moeder met een doodziek kind af te moeten beelden. Een motief kan hebben gelegen in de afgebeelde personen.
Over de personen op het schilderij is door kunsthistorici veel gespeculeerd. Zo wordt wel geopperd dat Metsu's vrouw Isabella (met wie hij in 1658 huwde) en hun -vermeende- dochter voor het schilderij model hebben gestaan. De vrouw draagt het kapje van een gehuwde vrouw en een trouwring, alsook oorbellen die ook in eerdere portretten van Isabella kunnen worden terug gezien. Ook is er een duidelijke fysionomische gelijkenis met andere portretten die Metsu van haar maakte. Toen Isabella na Metsu's dood in 1667 van Amsterdam naar haar moeder in Enkhuizen verhuisde werd ze echter als kinderloos geregistreerd, hetgeen zou betekenen dat een eventueel gezamenlijk kind daarvoor al moet zijn overleden. Een andere optie die wel wordt gegeven is dat het kind de dochter van Metsu's weldoener Jan Jacob Hinlopen betreft: Gertruyt, die in augustus 1663 overleed. De vrouw zou dan evengoed Isabella kunnen zijn.

## Compositie
Metsu deelt het beeldvlak van het schilderij in tweeën via een denkbeeldige verticale lijn die loopt van linksonder naar rechtsboven. Tegelijkertijd is er een tegengestelde diagonaal waarneembaar van de landkaart linksboven via de moeder naar rechtsbeneden, welke de andere diagonaal kruist ter hoogte van het hart van de moeder. Zo creëert Metsu weldoordacht een afgewogen compositie waarbij alle lijnen er op gericht lijken om de diepe gevoelsrelatie tussen moeder en kind te benadrukken. Het beeldvlak linksboven is geschilderd is gedempte, enigszins grauwe geel-, grijs- en bruintonen, terwijl het gedeelte rechtsonder opvalt door een veel krachtiger kleurgebruik. Met name de felrode rok van de moeder springt in het oog, contrasterend afgezet tegen het blauw van haar schort en de geel met witte kleding van het kind. De texturen zijn relatief grof maar met grote vaardigheid weergegeven. Ieder aspect in de uitwerking lijkt doordacht en toont Metsu's meesterschap, die zich kan meten met de beste schilders uit zijn tijd.

## Galerij

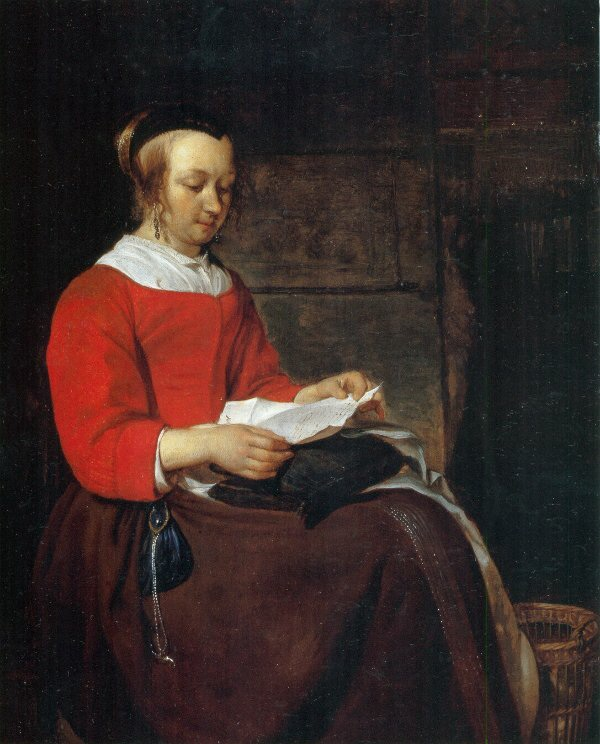
Metsu's Jonge briefleester, circa 1658, portret van zijn vrouw Isabella. Er is duidelijk gelijkenis. Ook de oorbellen lijken dezelfde.
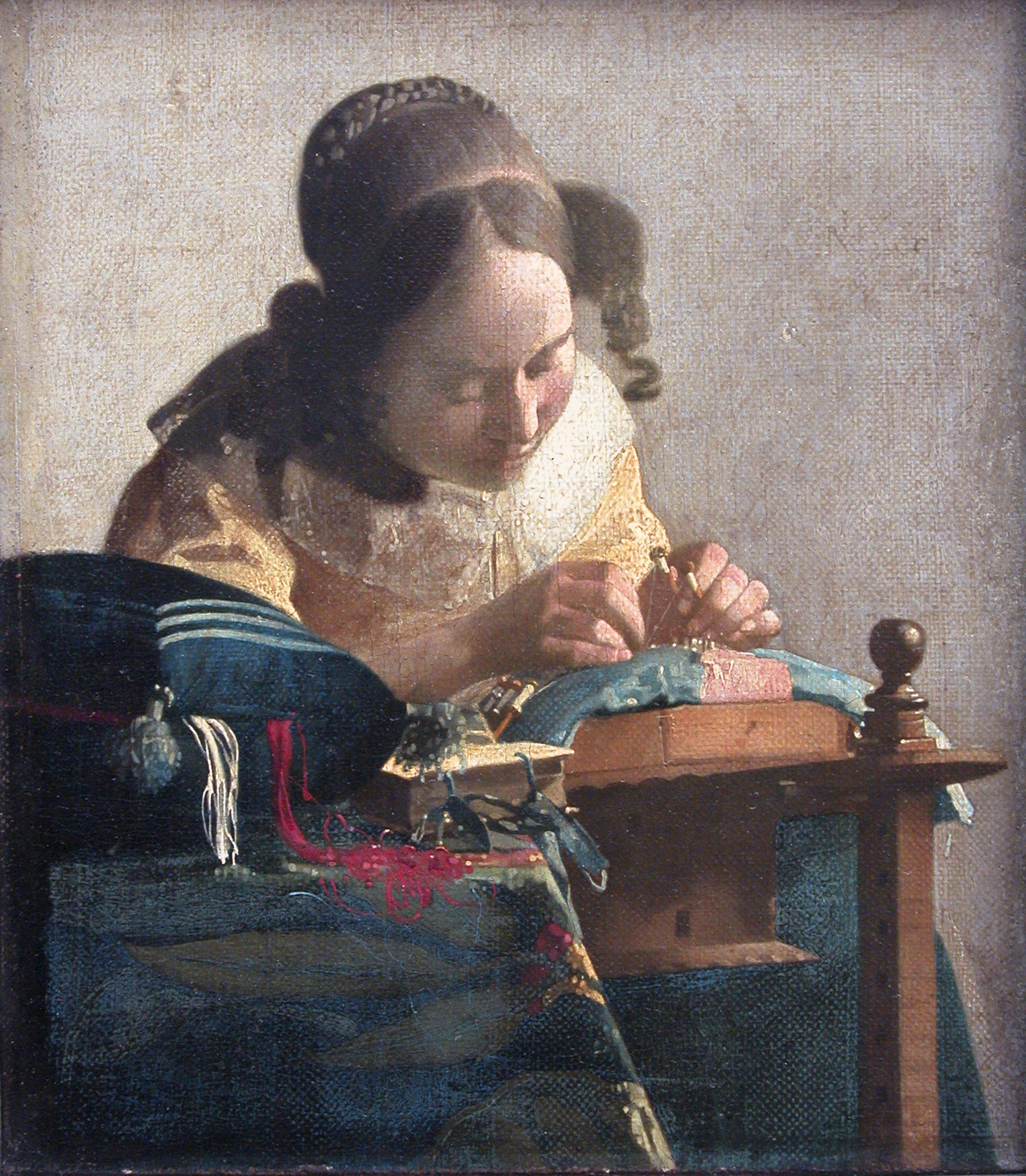
Vermeers De kantwerkster, circa 1669. Vermeers werk uit de jaren 1660 vertoont opvallende gelijkenis met Metsu's werk uit deze periode.